# Bartholomäus Wrann

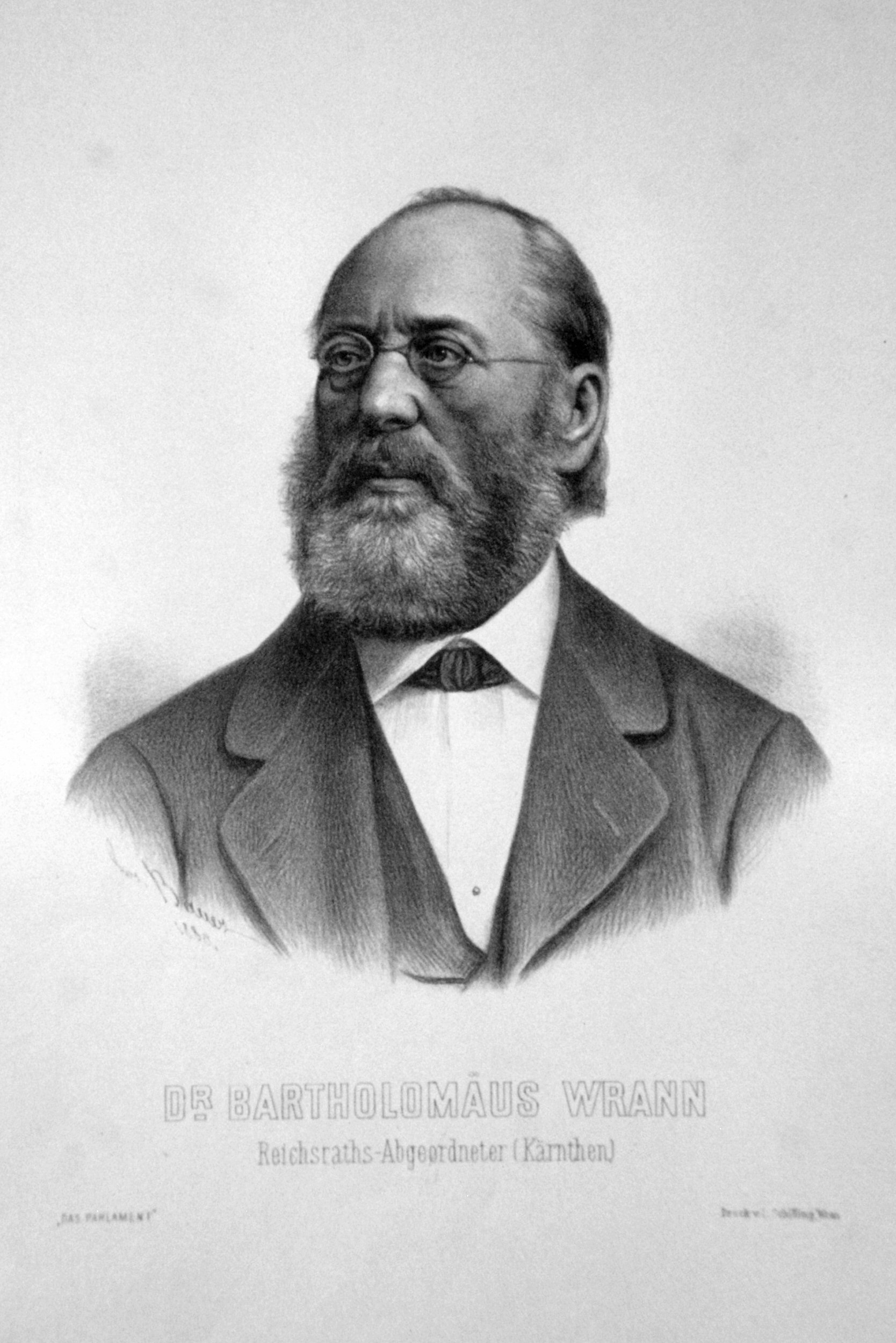
Bartholomäus Wrann (1880)

Bartholomäus Wrann (* 19. August 1813 in Velden am Wörther See; † 11. Dezember 1885 in Unterwinklern, Gemeinde Velden am Wörthersee) war Notar und Abgeordneter zum Österreichischen Abgeordnetenhaus.

## Leben
Bartholomäus Wrann war Sohn des Land- und Gastwirts Philipp Wrann († 1836). Er studierte von 1835 bis 1840 Rechtswissenschaften an der Universität Wien und promovierte im Jahr 1843 zum Dr. iur. Er war zunächst Jurist in Wien und ab 1851 Advokat und Notar in Bruck an der Leitha. Im Jahr 1872 ging er in den Ruhestand und übersiedelte nach Velden, wo er Realitätenbesitzer in Unterwinklern war.
Er war im Jahr 1862 Mitgründer und Obmann des Männergesangsvereins Bruck an der Leitha.
Von 1861 bis 1870 war er im Landtag von Niederösterreich. Von 1861 bis 1867 war er im Gemeindeausschuss von Bruck an der Leitha.
Er war römisch-katholisch und ab 1847 verheiratet mit Franziska (Fanni) Batsmegyey, mit der er aber keine Kinder hatte.

## Politische Funktionen
Bartholomäus Wrann war vom 7. Oktober 1879 bis zu seinem Tod am 11. Dezember 1885 Abgeordneter des Abgeordnetenhauses im Reichsrat (VI. und VII. Legislaturperiode), Kronland Kärnten, Kurie Landgemeinden 3, Regionen Villach, Rosegg, Paternion, Arnoldstein, Tarvis, Ferlach.

## Klubmitgliedschaften
Bartholomäus Wrann war ab 1879 im Klub der Liberalen und ab dem 19. November 1881 bei den Vereinigten Linken. Ab 1885 gehörte er dem Deutschösterreichischen Klub an.